# Psilotopsida
Psilotopsida é uma classe de plantas parecidas com os fetos.  Conforme a circunscrição de  Smith et al. (2006) contém duas famílias, Psilotaceae e Ophioglossaceae, colocadas nas ordens Psilotales e Ophioglossales, respetivamente. As afinidades entre entre estes dois grupos foram durante muito tempo pouco claras, e apenas há pouco tempo se estabeleceu uma relação próxima entre eles através de estudos sistemáticos moleculares.  Psilotopsida é o grupo-irmão de todos os restantes fetos (incluindo Marattiaceae e Equisetaceae).
Contudo, conforme o Pteridophyte Phylogeny Group (2016), Polypodiopsida é a unica classe da divisão Monilophyta, sendo as demais classificadas nas subclasses Marattiidae, Ophioglossidae, Equisetidae (incluindo também a subclasse Polypodiidae), sendo anteriormente classificadas, respectivamente, como as classes Marattiopsida, Psilotopsida e Equisetopsida.